# Сабинин, Евгений Николаевич
Евге́ний Никола́евич Саби́нин (2 апреля 1919, Тула — 19 октября 2005, Тула) — советский государственный и хозяйственный деятель, Герой Социалистического Труда. Заслуженный машиностроитель РСФСР.

## Биография
Евгений Николаевич Сабинин коренной туляк, из семьи оружейников. Его дед работал мастером на оружейном заводе. Кстати, сам Евгений Николаевич почти всю жизнь прожил на улице Штыковой в дедовом доме, и лишь после сноса частного сектора переехал на Первомайскую улицу 22, где сейчас ему установлена памятная доска.
В 1939 году пришел работать на Тульский оружейный завод техником по инструментальным сталям, успешно совмещая работу и учёбу на вечернем отделении Тульского механического института.
В 1946 году окончил Тульский механический институт по специальности «Оружейно-пулеметное производство» и был направлен работать на оборонный завод в Вятские Поляны Кировской области.
С 1950 года снова трудится на Тульском оружейном заводе: помощником начальника цеха (1950—1952), начальником цеха (1952—1955), главным инженером завода (1955—1957).
В 1957 году возглавил Тульский оружейный завод и проработал в должности директора 22 года. Под его инициативе на заводе были созданы экспериментальные цеха № 25 и № 28.
В 1965 году конструктор завода Николай Коровяков под руководством Бориса Робустова и Евгения Сабинина создал двуствольное ружьё ТОЗ-34.
В 1968 году за решение комплексной задачи по организации автоматических систем управления производством с использованием электронно-вычислительной техники присуждена премия имени С. И. Мосина.
Выйдя в 1979 году на пенсию, до 1986 года преподавал на кафедре экономики Тульского политехнического института (ученое звание доцента ему было присвоено в 1965 году), был председателем экзаменационной комиссии.
Делегат XXI—XXIV съездов КПСС, депутат Верховного Совета РСФСР 7 — 9 созывов (1967—1980 гг.), в 1978 году был избран членом Президиума Верховного Совета РСФСР.
В 1980 году решением Тульского горисполкома «За большие заслуги в развитии промышленности города, городского хозяйства, активное участие в общественной и политической жизни» был удостоен звания «Почетный гражданин города Тулы».
Умер 19 октября 2005 года. Похоронен на первом городском Тульском кладбище.

## Награды и звания
- Герой Социалистического Труда[1]
- два ордена Ленина.
- орден Октябрьской революции.
- орден Трудового Красного Знамени.
- Почётный гражданин города-героя Тулы (с 1980 года)
- Заслуженный машиностроитель РСФСР[1]

## Память
- памятник Евгению Сабинину в Туле на Аллее славы оружейников (установлен и открыт в феврале 2018 года)[1][2]